# Love's Not Made For My Kind
«Love's Not Made For My Kind» es el segundo sencillo lanzado por la banda finlandesa del Heavy metal y Power metal Tarot de su primer álbum Spell of Iron.

## Canciones
1. «Love's Not Made For My Kind»
2. «Things That Crawl At Night»

- Datos: Q9024487